# Платинум Арена (Хабаровск)
«Пла́тинум Аре́на» — спортивно-зрелищный комплекс в Хабаровске. Краевое государственное бюджетное учреждение. Находится в Центральном районе Хабаровска, по адресу: ул. Дикопольцева, 12. Комплекс вмещает 7 100 зрителей на матчи по хоккею с шайбой и до 8 500 — при проведении концертов.

## Общая информация
Комплекс строился с марта 2000 года по август 2003 года по решению правительства Хабаровского края и города Хабаровска при финансовой поддержке ЗАО «Артель Старателей Амур» и лично её генерального директора Виктора Андреевича Лопатюка. Комплекс разрабатывался и строился специально для решения острой для города проблемы проведения больших соревнований, концертов, фестивалей, матчей чемпионата России по хоккею с шайбой, игр чемпионата России по волейболу. 
С осени 2003 года в СЗК «Платинум Арена» проводит домашние матчи ХК «Амур», а с сезона 2010/2011, СЗК «Платинум Арена» стал и местом проведения домашних матчей МХК «Амурские тигры», выступающего в МХЛ.
В 2008 году ЗАО "Артель старателей «Амур» передало СЗК «Платинум Арена» в собственность Правительства Хабаровского края. Управление и содержание здания осуществляет КГАУ СШ ХКЦРХ «Амур» (краевое государственное автономное учреждение "Спортивная школа «Хабаровский краевой центр развития хоккея „Амур“»"), подведомственное Министерству спорта Хабаровского края.

## Структура комплекса
СЗК Платинум Арена — это многофункциональный спортивно-зрелищный комплекс, предназначенный для проведения:
- спортивных соревнований (хоккей с шайбой, волейбол, фигурное катание, шорт-трек, кёрлинг, бокс, все виды борьбы, баскетбол, бальные танцы, гимнастика);
- концертов звезд мирового уровня (оперные певцы, симфонические оркестры, звезды современной зарубежной и отечественной эстрады)[6];
- цирковых шоу;
- выставок и ярмарок.

## Местоположение
Участок площадью 5,94 га, на котором расположен СЗК «Платинум Арена», находится в Центральном округе Хабаровска на пересечении двух важных транспортно-пешеходных магистралей и является продолжением зелёной зоны с городскими прудами и большим парковым массивом. Благоустроенная территория, окружающая СЗК «Платинум Арена», включает в себя фонтаны, озеленение, искусственное освещение, три автостоянки, позволяющие разместить 500 автомобилей.

## Награды
По итогам конкурса в рамках Национального форума «Спортивная индустрия России» спортивно-зрелищному комплексу «Платинум Арена» был присуждён диплом торгово-промышленной палаты Российской Федерации за содействие созданию в России современной промышленной, финансовой и торговой инфраструктуры в номинации «Лучшее спортивное сооружение — 2003». Диплом вручён президентом торгово-промышленной палаты Евгением Максимовичем Примаковым.

## Соревнования

### Хоккей с шайбой
- Континентальная хоккейная лига (с 2008 года)
- Молодёжная хоккейная лига (с 2010 года)
- Азиатская хоккейная лига (2004—2005)
- Чемпионат России по хоккею с шайбой в Суперлиге (2003—2004, 2006—2008)
- Чемпионат России по хоккею с шайбой в Высшей лиге (2004—2006)
- Азиатский кубок вызова по хоккею с шайбой среди молодёжных команд (2013)

### Волейбол
- Чемпионат России по волейболу среди женщин (2003—2012)
- Кубок России по волейболу среди женщин (2003, 2005, 2008, 2009)
- Кубок Сибири и Дальнего Востока по волейболу среди женщин (2003, 2004)
- Мировой Гран-при по волейболу (2007)
- Кубок Европейских конфедераций по волейболу среди женщин (2007—2008)
- Мировая лига по волейболу (2009)

### Бокс
- Чемпионат России по боксу (2023)

Жирный курсив — финал, жирный — полуфинал, курсив — групповой этап

## Концерты музыкальных исполнителей

### Сольные концерты
- Демис Руссос — 30 августа 2003 года[9]
- O-Zone — 28 августа 2004 года[10]
- Deep Purple — 12 октября 2004 года[11]
- Dio — 9 сентября 2005 года[12]
- Boney M — 2006
- Крис Норман — 24 мая 2006 года[13]
- Томас Андерс — 18 декабря 2008 года[14]
- Scorpions — 21 июня 2009 года
- Патрисия Каас — 20 октября 2009 года[15]
- Boney M — 6 марта 2010 года
- Тото Кутуньо — 29 апреля 2010 года[16]
- Deep Purple — 22 мая 2010 года[17]
- Гэри Мур — 21 октября 2010 года[18]
- Nazareth — 20 марта 2011 года
- Uriah Heep — 26 октября 2011 года[19]
- Nazareth — 9 декабря 2012 года[20]
- Кристина Орбакайте — 15 марта 2013 года[21]
- No Smoking Orchestra — 8 апреля 2013 года[21]
- Ирина Аллегрова — 28 апреля 2013 года[21]
- Машина времени — 29 мая 2013 года[21]
- The Pink Floyd Show UK — 12 мая 2014 года[22]
- Roxette — 30 октября 2014 года[23]
- Би-2 — 25 апреля 2015 года[24]
- Мираж — 21 мая 2015 года[25]
- Сергей Лазарев — 27 марта 2016 года[26]
- Григорий Лепс — 12 октября 2016 года[27]
- Баста — 25 мая 2017 года[28]
- Наутилус Помпилиус — 23 февраля 2018 года[29]
- Макс Корж — 13 апреля 2018 года[30]
- ДДТ — 15 апреля 2018 года[31]
- Григорий Лепс — 10 октября 2018 года[32]
- Skillet — 9 апреля 2019 года[33]
- Машина времени — 20 апреля 2019 года
- Егор Крид — 25 ноября 2019 года[34]
- Григорий Лепс — 29 октября 2024 года
- Artik & Asti — 23 марта 2025 года

### Фестиваль «Монстры рока» (21.06.2009)
- Kingdom Come
- The Rasmus
- Alice Cooper
- Scorpions

### Совместно с Дальневосточным симфоническим оркестром (13.05.2015)
- Дэн Маккаферти
- Джон Лоутон
- Грэм Боннет